# Liga para la Defensa Nacional-Cristiana

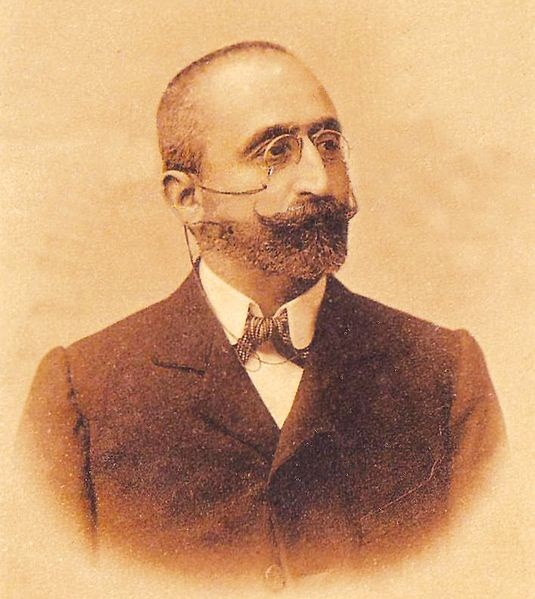
A. C. Cuza, conocido antisemita, fundador de la Liga.

La Liga para la Defensa Nacional-Cristiana (en rumano: Liga Apărării Național Creștine, LANC) fue un partido político rumano extremadamente antisemita, fundado por el profesor Alexandru C. Cuza.
El grupo se formó a partir de la Unión Cristiana Nacional, formada en 1922 por Cuza y el famoso fisiólogo rumano Nicolae Paulescu. Este grupo, que usaba como símbolo la esvástica, se integró en la LANC al año siguiente. Corneliu Zelea Codreanu consiguió aglutinar los disturbios antisemitas de 1922 y las protestas de los estudiantes cristianos que, ante una universidad masificada pero que, para la burguesía y la clase alta campesina con aspiraciones de mayor prosperidad, representaba la oportunidad de integrarse en el funcionariado del país, veían a los nuevos inmigrantes judíos, a menudo mejor preparados, como una amenaza. Los debates sobre la nueva constitución de 1923, que debía dar igualdad legal y ciudadanía a los judíos como exigían las potencias occidentales, avivaron las protestas de la clase media baja cristiana rumana.
La formación se oponía al borrador de la nueva constitución y, con Codreanu al frente, desarrolló desde marzo de 1923 diversas protestas, cada vez más violentas.
La agrupación fue conocida por su violento antisemitismo, su defensa del recorte gradual de derechos a los ciudadanos judíos, la retirada de la ciudadanía para la mayoría de ellos y la expropiación escalonada de sus propiedades y negocios. La bandera del partido era la del país, con una cruz gamada en el centro. Gran parte del ideario del partido fue obra de Nichifor Crainic, secretario general del partido.
Al comienzo, el nuevo partido logró cierto apoyo y sus paramilitares, los Lăncieri, vestidos con características camisas azules, se hicieron famosos por sus actividades antisemitas en las universidades. La Liga absorbió a otros grupúsculos como el Movimiento Nacional Fascista o el Fascio Nacional Rumano a mediados de los años veinte.
En las elecciones de 1926, logró 120.000 votos y diez diputados, su máximo histórico. El partido sufrió un revés, sin embargo, cuando el dirigente estudiantil Corneliu Zelea Codreanu abandonó la formación (fundando posteriormente la Guardia de Hierro) en mayo de 1927. Para los partidarios de las acciones más violentas, la LANC se había vuelto "respetable". El propio Cuza había amonestado a sus diputados más radicales y apoyado a Averescu en el parlamento. La separación de Codreanu y la ley electoral de 1926 que excluía del parlamento a las formaciones que no lograsen un mínimo del 2 % de los sufragios hicieron que la LANC quedase fuera de las cortes rumanas en las elecciones de 1927 (1,9 %) y 1928 (1,14 %).
En 1933 lograron, no obstante, nueve diputados en las elecciones (4,47 % de los votos).
A pesar de este resurgimiento, la Liga mantuvo un apoyo menor que la Guardia de Hierro y pronto vio la necesidad de expandirse si deseaba mantener algún poder. Crainic comenzó entonces sus contactos con Octavian Goga y su Partido Nacional Agrario, con el que la LANC se unió para formar el nuevo Partido Nacional Cristiano (Partidul Naţional Creştin) el 16 de julio de 1935. La fusión fue patrocinada y financiada por Alfred Rosenberg.